# Felsritzungen im Lemmington Wood

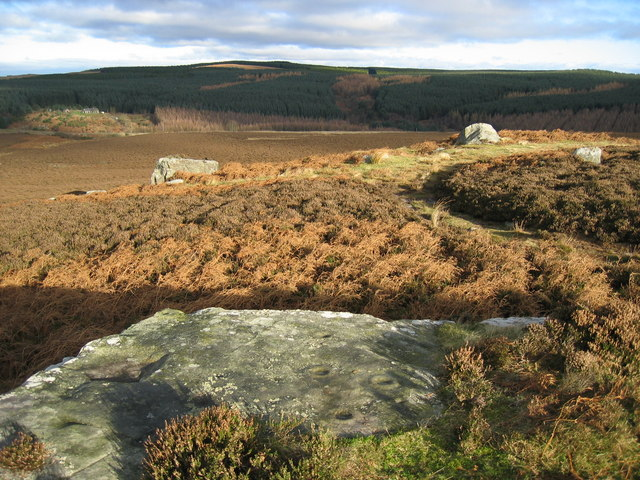
Felsritzung im Lemmington Wood

Die Felsritzungen im Lemmington Wood liegen in der Nähe des Edlingham Castle, südwestlich von Alnwick in Northumberland in England.
Der Felsaufschluss (englisch outcrop) im Lemmington Wood trägt zwei Cup-and-Ring-Markierungen (eine davon mit einer Rille, englisch penannular) und die einzige Runeninschrift Northumberlands. 
Die Motive liegen auf dem flachen Teil der Aufschlussfläche und bestehen aus einem Schälchen mit einem einzelnen Ring, das durch eine Rille mit einem anderen Schälchen, umgeben von einem vollständigen Ring und einem erodierten Ring verbunden ist. Die Symmetrie der Motive wird durch zwei gerade, parallele Kratzer auf der Oberfläche beeinflusst, die wahrscheinlich nicht Teil des ursprünglichen Designs sind.
Die Runen liegen etwa 30 cm südlich der Schalen- und Ringmotive auf einer schrägen Fläche des Aufschlusses. Sie bedeuten wahrscheinlich „zurücklassen“ oder „Relikte“.
In der Nähe liegen die Felsritzungen von Yetlington Lane.